# Halfklaverbladaansluiting

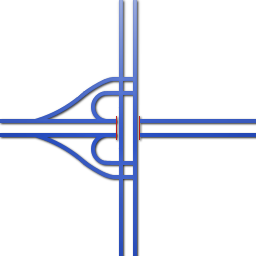
Schematische weergave van een halfklaverbladaansluiting

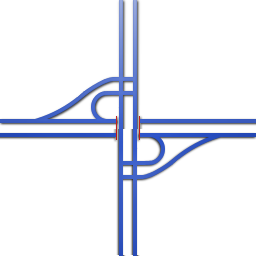
Een variant.

De halfklaverbladaansluiting (niet te verwarren met een half klaverbladknooppunt) is een aansluiting die wordt toegepast om wegen met een stroomfunctie, zoals autosnelwegen en (stad)autowegen toegankelijk te maken vanaf het onderliggend wegennet.
De gelijkvloerse kruispunten tussen de toe- en afritten en de kruisende weg - in Nederland meestal een gebiedsontsluitingsweg - worden uitgevoerd als rotonde, voorrangskruispunt of als een met verkeerslichten geregeld kruispunt.
De halfklaverbladaansluiting wordt in de praktijk vooral toegepast wanneer een haarlemmermeeraansluiting niet mogelijk is, bijvoorbeeld vanwege in de weg staande bebouwing of een parallel aan de secundaire weg lopend kanaal of spoorlijn, of wanneer het qua doorstroming beter uitkomt doordat verkeersstromen in verschillende richtingen ongelijk zijn. Er zijn verschillende varianten van de halfklaverbladaansluiting mogelijk.
Gevlochten haarlemmermeeraansluiting · Haarlemmermeeraansluiting · Halfklaverbladaansluiting · Rechts-in, rechts-uit-aansluiting · Hondenbot · Ov(at)onde · Single-point urban interchange · Verkeersplein